# Orewa (fleuve)
Le fleuve Orewa  (en anglais : Orewa River) est un cours d’eau de la région d’ Auckland dans l’Île du Nord de la Nouvelle-Zélande.

## Géographie
Il s’écoule vers l’est pour rejoindre la Baie de « Whangaparaoa » juste au nord de la péninsule de Whangaparaoa. La ville d’Orewa  est proche de l’embouchure de la rivière.